# André d’Hormon
André d’Hormon (1881–1965.; eredeti nevén: André Hyacinthe Roquette; kínai neve pinjin hangsúlyjelekkel: Duó Ěrmèng; magyar népszerű: To Er-meng; hagyományos kínai: 鐸爾孟; egyszerűsített kínai: 铎尔孟) francia sinológus, diplomáciai tanácsadó, a Pekingi Egyetem professzora.

## Élete, munkássága
André d’Hormon 1906-tól 1931-ig a francia köztársasági elnök diplomáciai tanácsadójaként, illetve az elnöki tanács politikai tanácsadójaként dolgozott. 1912-ben Marcel Granet-vel együtt Pekingben tartózkodott, amikor kitört a forradalom. 1936-ban Caj Jüan-pejjel (1868-1940) és Li Si-cenggel (1881-1973) közösen megalapítják a Francia–Kínai Sinológia Központot, amelynek első igazgatója lesz. Ezt az intézetet 1953-ban bezárják.
André d’Hormon legjelentősebb sinológiai tevékenysége a legfontosabbnak tartott klasszikus kínai regény, A vörös szoba álma addig létezett francia fordításának kijavítása, illetve újrafordítása, amely munkát tanítványa, Li Tche-houa és felesége, Jacqueline Alézaïs segítségével, közreműködésével, mintegy tíz év alatt végezett el.

## Fordítás
- Ez a szócikk részben vagy egészben  az   André d'Hormon című francia Wikipédia-szócikk ezen változatának fordításán alapul.  Az eredeti cikk szerkesztőit annak laptörténete sorolja fel. Ez a jelzés csupán a megfogalmazás eredetét és a szerzői jogokat jelzi, nem szolgál a cikkben szereplő információk forrásmegjelöléseként.